# Пер Ґінт (Ґріґ)

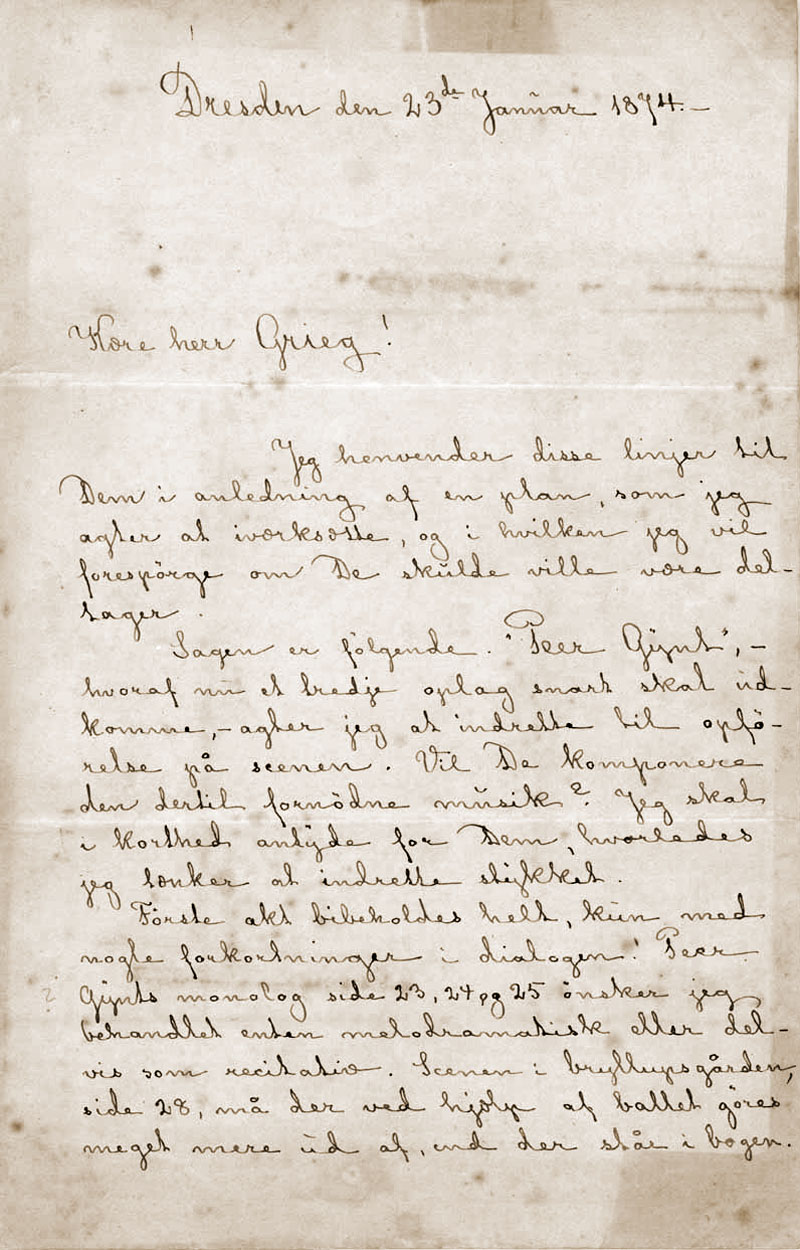
Лист Генріка Ібсена Едварду Ґріґу, 23.01.1874

«Пер Ґінт», Op. 23 — музика до однойменної п'єси Генріка Ібсена, написана норвезьким композитором Едвардом Грігом у 1875 р. Пізніше, у 1888 і 1891 роках Ґріґ виділив вісім частин у дві сюїти: Сюїта № 1, Op. 46, та Сюїта № 2, Op. 55.

## Сюїти

### Сюїта №1, Op. 46
- 1. «Ранковий настрій» (норв. — «Morgonstemning»)
- 2. «Смерть Озе»
- 3. «Танець Анітри»
- 4. «В печері гірського короля»

### Сюїта №2, Op. 55
- 1. «Плач Інґрід»
- 2. «Арабський танець»
- 3. «Повернення Пер Ґінта»
- 4. «Пісня Сольвейґ»

## Постановки
Прем'єра постановки п'єси (разом з музикою Ґріґа) відбулась 24 лютого 1876 року у Християнії (нині Осло).
В Україні постановку п'єси здійснювали в різні роки Євген Вігільов та Микола Трегубов: у 1930 і у 1939 Є. Вігільов поставив цю п'єсу у Харкові. Згодом ставив її кілька разів: у 1942 і 1944 — у Львові, у 1956 — у Базелі, у 1963 — у Лондоні. Микола Трегубов ставив «Пер Ґінт» у Львові.
Українською мовою відомі лише переклади пісні Сольвейг. Цю пісню перекладали Юрій Отрошенко та Аліна Рибіна, вона ж уперше виконала цю пісню у власному перекладі. Також є переклад Світлани Возненко, яка виконувала цей твір українською мовою на концерті Народної вокально-оперної студії в Київський будинок вчених. Текст перекладу:  
Скінчиться зима і весна пролетить.
І літо промайне, рік пролине, як мить.
Та знаю я  напевно, що прийдеш ти знов. 
Чекатиму на тебе — ти  єдина любов, єдина ти любов.
Дай бог тобі сили в годину лиху. 
Господь допомагає на довгому шляху. 
Та прийде час і стежка додому поведе.
Де край одвічних фіордів, де серце вірно жде, моє серденько жде